# Advokát

Anglický advokát na počátku 20. století

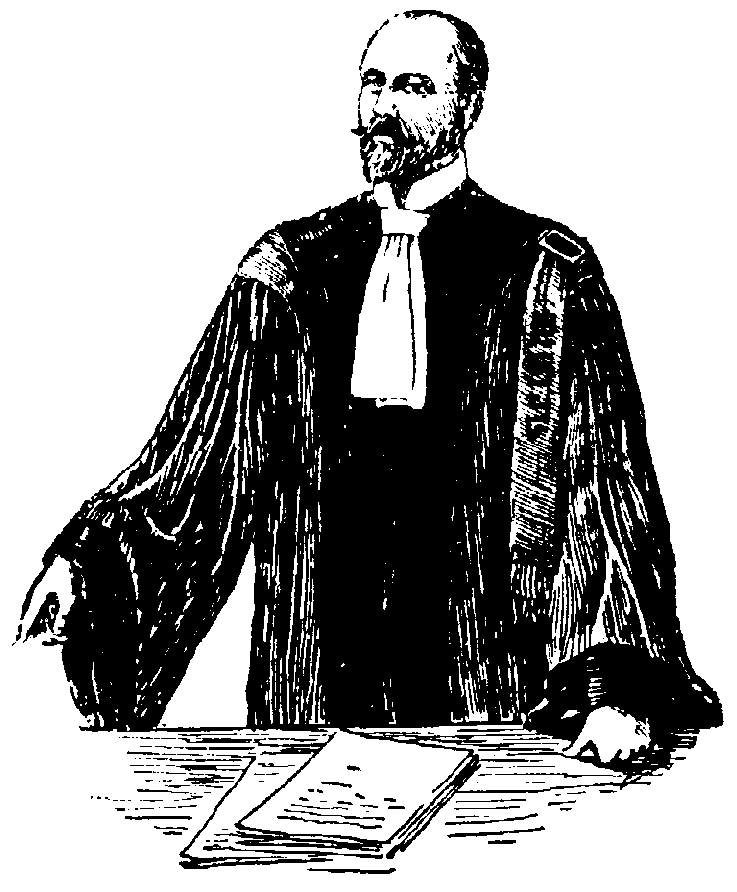
Francouzský advokát na počátku 20. století

Advokát je svobodné právnické povolání, které se zabývá soustavným poskytováním právních služeb, a to zpravidla za úplatu. Poskytováním právních služeb se pak rozumí zejména zastupování v řízení před soudy, správními úřady a jinými orgány, obhajoba v trestních věcech, poskytování právních rad, sepisování listin a zpracovávání právních rozborů.
Výraz pochází francouzským prostřednictvím z latinského advocatus, přivolaný, myšleno k soudu pozvaný, povolaný zástupce nebo obhájce. Synonymem advokáta je pak profesionální právní zástupce.
Advokáti zpravidla vytvářejí stavovské organizace, které vykonávají správu na úseku výkonu advokacie. Běžně také bývá zakotvena exkluzivita poskytování právních služeb advokáty (popřípadě spolu s dalšími stavovsky organizovanými právními profesionály, např. notáři) a je zakázáno, aby právní služby soustavně a za úplatu poskytovali právníci stojící mimo stavovské organizace. Podstatným rysem advokáta je jeho nezávislost (na státu, jakož i jiných subjektech) a vázanost příkazy klienta, nejsou-li v rozporu s právními či stavovskými předpisy.

## Advokacie v České republice
Podmínky poskytování právních služeb advokáty upravuje zákon č. 85/1996 Sb., o advokacii. Za úplatu a soustavně mohou v České republice právní služby poskytovat jen:
- advokáti zapsaní v seznamu advokátů České advokátní komory
- evropští advokáti, což jsou cizozemci ze států Evropské unie, dalších států Evropského hospodářského prostoru, případně i jiných států podle závazných mezinárodních smluv, kteří ve svém domovském státě získali obdobné oprávnění k poskytování právních služeb.

Vedle advokátů mohou právní služby poskytovat také notáři, soudní exekutoři, patentoví zástupci, daňoví poradci a případně i další osoby, kterým by takové oprávnění bylo svěřeno zákonem (např. zaměstnanci či příslušníci ozbrojených sborů, u kterých je poskytování právních služeb součástí jejich povinností). Ale pro všechny z nich platí, že mohou právní služby poskytovat pouze v určitém vymezeném rozsahu, jen advokát je poskytuje neomezeně.
Kromě toho se každý může nechat zastupovat nejen advokátem či jiným právním profesionálem oprávněným k poskytování právních služeb, ale i laikem. Takový zástupce v řízení před soudem či jiným orgánem se pak označuje jako obecný zmocněnec, nemůže však vystupovat v různých věcech opakovaně.

### Historie
Moderní období české advokacie nastalo roku 1849, resp. 1869, kdy byl přijat advokátní řád, advokáti se tak stali samostatnými, vykonávali tzv. svobodné povolání a sdružovali se ve stavovských organizacích, tzv. advokátních komorách. Ty byly celkem tři, v Praze pro Čechy, v Brně pro Moravu a v Opavě pro české Slezsko. Situace se změnila v období komunistického režimu, kdy advokáti své služby poskytovali v tzv. advokátních poradnách, které byly sdruženy v krajských sdruženích advokátů. Ta byla státními socialistickými organizacemi. Po listopadu 1989 došlo opět k osamostatnění advokacie. Vedle advokátů několik let působili tzv. komerční právníci, kteří se ale roku 1996 stali klasickými advokáty. Zároveň začal počet advokátů prudce stoupat; zatímco v roce 1989 jich bylo asi 500, ke konci roku 2011 advokátní komora evidovala už skoro 10 tisíc činných advokátů. Více než polovina jich je v hlavním městě Praze, kde jedině jsou také podmínky ke skutečné specializaci na určitou oblast práva.

### Podmínky výkonu advokacie

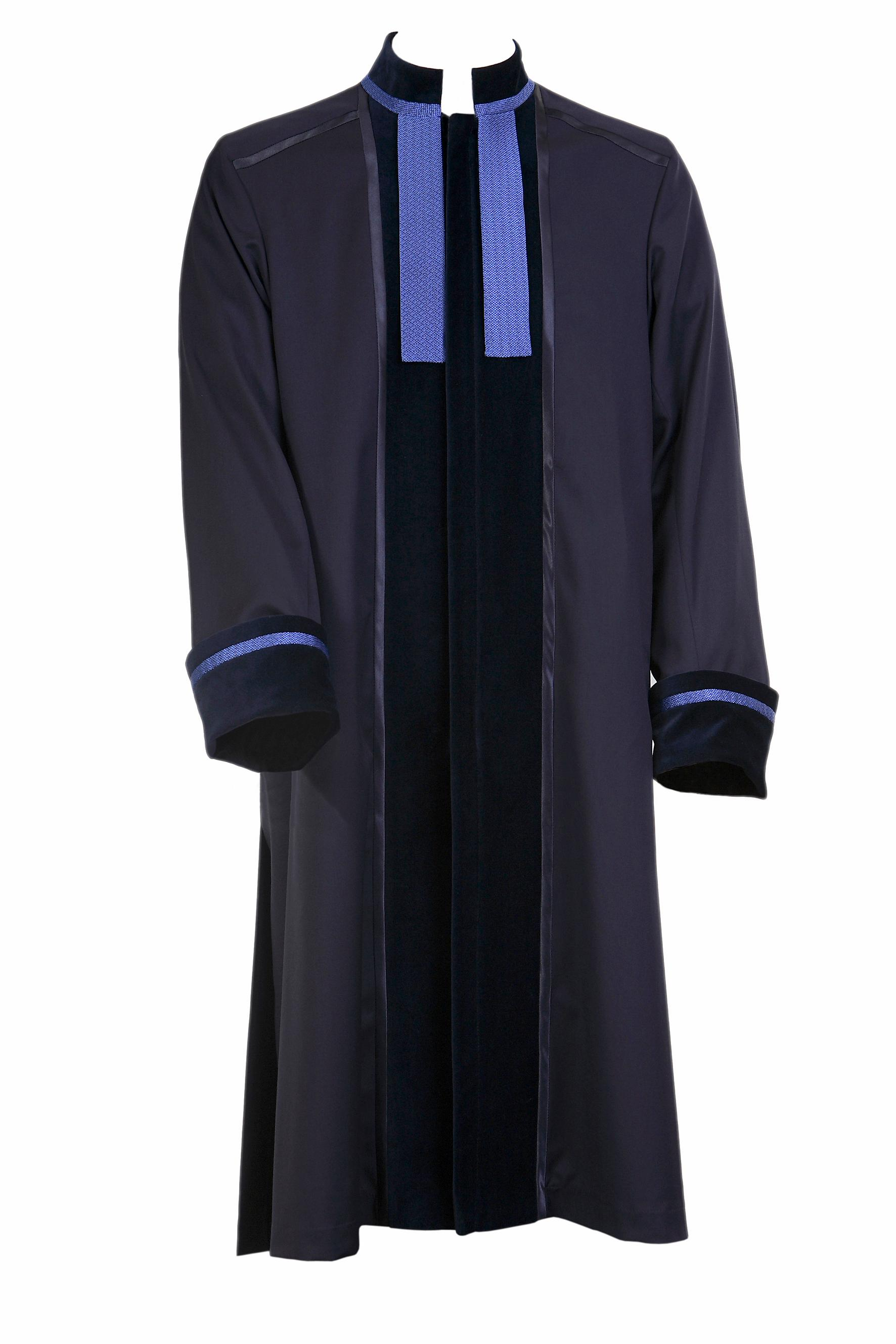
Talár, úřední oděv advokáta v trestním řízení před soudem, u Nejvyššího soudu, Nejvyššího správního soudu a Ústavního soudu.

Advokátem může být pouze osoba zapsaná v seznamu advokátů, který vede Česká advokátní komora. Do seznamu komora zapíše na základě písemné žádosti každého, který splňuje následující podmínky:
- má plnou svéprávnost,
- je bezúhonný,
- získal vysokoškolské vzdělání v rámci magisterského studijního programu v oblasti práva studiem na vysoké škole v České republice (případně jiné uznatelné vzdělání),
- vykonával po dobu alespoň tří let právní praxi jako advokátní koncipient,
- složil advokátní zkoušku a
- složil do rukou předsedy advokátní komory slib: „Slibuji na svou čest a svědomí, že budu ctít právo a etiku povolání advokáta a chránit lidská práva. Slibuji, že budu dodržovat povinnost mlčenlivosti a dbát důstojnosti advokátního stavu.“

Podle judikatury Nejvyššího soudu i Ústavního soudu je nutné potřebné vzdělání získat na skutečné právnické fakultě, např. právnicky zaměřené vzdělávání na policejních vysokých školách nestačí. Na rozdíl od období let 1868 až 1948 však již není podmínkou výkonu advokacie získání titulu doktora práv (JUDr.), zcela postačuje titul magistra (Mgr.), ačkoli v obecném povědomí označení všech advokátů jako doktorů přetrvalo.
Zápis do seznamu je vyloučen u toho, komu bylo uloženo jako kárné opatření vyškrtnutí ze seznamu advokátů, pokud se na něho pro uplynutí doby nehledí, jako by mu toto kárné opatření uloženo nebylo. Nelze také zapsat osobu, která byla v posledních pěti letech vyškrtnuta ze seznamu z důvodu prohlášení konkursu, povolení vyrovnání nebo zamítnutí návrhu na prohlášení konkurzu pro nedostatek majetku na něho nebo na právnickou osobu, v níž byl společníkem. Osoba žádající o zápis nesmí být v pracovním nebo služebním poměru s výjimkou pracovního poměru k České advokátní komoře, advokátovi nebo právnické osobě zřízené k výkonu advokacie, pracovního poměru vysokoškolského učitele nebo vědeckého pracovníka v oboru právo u akademie věd. Také nesmí vykonávat žádnou jinou činnost neslučitelnou s výkonem advokacie.
U cizinců se podmínka vzdělání a právní praxe nahrazuje oprávněním k poskytování obdobných právních služeb v jiném státě, zvláštní zkouškou nebo právní praxí usazeného evropského advokáta. Praxe advokátního koncipienta je nahraditelná odbornou praxí v jiných právních odvětvích (např. praxe asistenta soudce, justičního čekatele, právního čekatele, exekutorského koncipienta, notářského koncipienta aj.).

### Způsob výkonu advokacie
Advokát může vykonávat advokacii:
1. samostatně (jako podnikatel)
2. jako účastník sdružení advokátů (sdružení je bez právní subjektivity, advokáti mají vzájemné vztahy upraveny zvláštní písemnou smlouvou)
3. jako společník obchodní společnosti (veřejné obchodní společnosti, komanditní společnosti nebo společnosti s ručením omezeným)
4. v pracovním poměru k samostatnému advokátovi či advokátní obchodní společnosti (tzv. zaměstnaný advokát)

Advokacii vykonává prostřednictvím své advokátní kanceláře, kde musí být k zastižení. V ní zaměstnává koncipienty a další administrativní aparát. Může být plátcem nebo i neplátcem DPH. Advokát je povinen chránit a prosazovat práva a oprávněné zájmy klienta a řídit se jeho pokyny. Pokyny klienta však není vázán, jsou-li v rozporu s právním nebo stavovským předpisem. Při výkonu advokacie je advokát povinen jednat čestně a svědomitě. Musí využívat důsledně všechny zákonné prostředky a v jejich rámci uplatnit v zájmu klienta vše, co podle svého přesvědčení pokládá za prospěšné. Advokát musí postupovat při výkonu advokacie tak, aby nesnižoval důstojnost advokátního stavu, je povinen dodržovat pravidla profesionální etiky a pravidla soutěže. Pravidla profesionální etiky a pravidla soutěže jsou stanovena stavovskými předpisy. Advokát může poskytnutí právních služeb odmítnout a v některých případech dokonce odmítnout musí (např. při střetu zájmů). O všech skutečnostech, o nichž se dozvěděl v souvislosti s poskytováním právních služeb je povinen zachovávat mlčenlivost, které ho může zprostit pouze klient či jeho právní nástupce.
Advokát je podle zákona o advokacii také osobou oprávněnou spravovat cizí majetek, včetně přijímání peněz a listin do úschovy za účelem jejich vydání dalším osobám. Svěřením peněz nebo jiného majetku klienta advokátovi vzniká tzv. advokátní úschova. Ta se používá zejména k úschově finančních prostředků a listin v souvislosti například s prodejem, koupí a darováním nemovitostí. Česká advokátní komora vytvořila pro advokáty tzv. elektronickou knihu úschov s povinností hlásit veškeré prováděné úschovy. Odměna advokáta za úschovu peněz je vždy smluvní.

### Advokáti v regionech
Počet evidovaných advokátů podle jejich sídla v obvodu určitého krajského soudu k 10. březnu 2015:
| Obvod                              | Počet |
| ---------------------------------- | ----- |
| Praha (MS Praha)                   | 6 134 |
| jižní Morava (KS Brno)             | 1 863 |
| severní Morava (KS Ostrava)        | 1 137 |
| střední Čechy (KS Praha)           | 689   |
| východní Čechy (KS Hradec Králové) | 638   |
| západní Čechy (KS Plzeň)           | 585   |
| severní Čechy (KS Ústí nad Labem)  | 523   |
| jižní Čechy (KS České Budějovice)  | 415   |

## Právní zástupci v dalších zemích
V zahraničí je pro tuto oblast rozlišováno více profesí. V evropské kontinentální soudní praxi je terminologie blízká české, ale např. v angličtině jsou to různé pojmy: barrister, attorney, counselor, advocate a solicitor. V Británii barrister jako (elitní) zástupce solicitora (a tím klienta) pro samo jednání před soudem (u soudního pultu baru), typicky u soudů vyšších stupňů. Solicitor bývá právní zástupce jednající s klienty a zastupující klienty přímo (obecně), v Jihoafrické republice attorney (obdoba solicitora) a advocate (obdoba pojmu barrister, zástupce u soudu), v řadě zemí se obě profese spojují a právní zástupci tak mohou být zároveň obojí (barrister and solicitor) nebo se používá pojem jiný, zejména counselor.
Přitom termín Attorney General (jednotlivých států či federální) v USA má přibližně význam ministra spravedlnosti.